# Алякринский, Владимир Борисович
Владимир Борисович Алякринский (25 сентября [8 октября] 1909 или 25 сентября 1909, Сергиев Посад, Московская губерния — неизвестно) — советский футболист и тренер. Бронзовый призёр чемпионата СССР 1938 года.

## Биография
Родился в 1909 году в Московской губернии. Отец — делопроизводитель (умер в 1915), мать — педагог. Окончил школу в 1926 году. По образованию — преподаватель физкультуры.
В 1930 году стал играть за московский «РКимА». Провёл два года в московском «Торпедо».
Начальник отдела московского городского комитета физкультуры с 27 августа 1941 по 4 апреля 1942 года. Освобождён в связи с призывом в РККА.
Работал с детьми. Среди воспитанников Алякринского — бизнесмен, функционер, гендиректор Лужников В. В. Алёшин. Был главным тренером ашхабадского «Строителя», душанбинского «Энергетика» и владивостокского «Луча».

## Личная жизнь
Был женат. Имел сына Виталия.